# 폰티액 실버돔
폰티액 실버돔(영어: Pontiac Silverdome)은 미국 미시간주 폰티액에 위치한 실내 경기장이다. 과거 NBA 디트로이트 피스턴스와 NFL 디트로이트 라이언스 그리고 USFL 미시간 팬서스의 홈경기장으로 사용했으며, NBA 올스타전 최초로 NFL 스타디움에서 열린 올스타 게임이다.
1987년 3월 29일, WWF 레슬매니아 3이 개최되었다. 관중 수는 역대 레슬매니아 최다인 93,173명.
이후 2006년에 폐장했다가 2010년에 재개장을 하였으나, 2013년에 다시 폐장되었다. 경기장 지붕이 날아가는등 노후화로 인하여 2018년에 완전히 철거되었다.